# Code Hero
Code Hero es un videojuego educativo planeado por Primer Labs y diseñado por Alex Peake. El juego promete enseñarle a los jugadores escribir en lenguajes de programación en un mundo 3D.
El juego generó polémica tras su campaña de Kickstarter cuando el estudio se quedó sin fondos, no cumplió con plazos ni recompensas, y tuvo poca comunicación con la comunidad. Algunos patrocinadores amenazaron con tomar medidas legales tras largos periodos sin comunicación.
El sitio web de Code Hero estuvo fuera de línea por un periodo extenso en 2014, y Peake no ha comentado públicamente acerca del proyecto desde 2013. Desde mayo de 2015, el sitio web volvió a estar inactivo, pero resurgió en agosto de 2016.

## Jugabilidad
El objetivo principal de Code Hero es enseñarle a los jugadores a escribir en lenguajes de programación de forma atractiva. Los jugadores podrán usar un arma capaz de copiar código y colocarlo en otras áreas del nivel para crear un programa completo en un lenguaje como JavaScript y UnityScript, mientras se mueven en un mundo 3D desde una perspectiva en primera persona. Los jugadores comienzan en un mundo llamado Gamebridge Unityversity's API donde podrán elegir entre una serie de niveles que enseñan los conceptos básicos de los lenguajes de programación; luego pasarán al Humantheon, donde el jugador pasará el resto del juego guiado por una Ada Lovelace robótica.

## Desarrollo
El desarrollo de Code Hero comenzó en enero de 2011, y luego Peake empezó una campaña de Kickstarter en 2012 para recolectar US$100.000 para seguir financiando el desarrollo del juego por los siguientes seis meses. El Kickstarter concluyó con unos US$170.000 más unos US$30.000 por medio de su sitio web.
Peake contrató a un equipo de desarrollo y, en marzo de 2012, comenzaron a trabajar en un espacio proporcionado por IGN Indie Open House en San Francisco. El proyecto tuvo una rotación de personal y se quedó sin dinero en octubre de 2012.
Tras incumplir con el envío de recompensas para su fecha original, y no haber actualizado su sitio web ni redes sociales por meses, los patrocinadores comenzaron a pedir reembolsos y les preocupaba que el proyecto no estuviera lo suficientemente financiado. La fecha de lanzamiento original del 31 de agosto de 2012 no fue cumplida, con una actualización de un par de días después diciendo que se lanzaría a los pocos días, una fecha que tampoco sería cumplida. Cuando el patrocinador Dustin Deckard comenzó a organizar medidas legales tras otro periodo sin comunicación, Alex Peake hizo una declaración diciendo que el juego seguía en desarrollo y que Primer Labs estaba «comprometido a terminar este juego». Los fondos recaudados cubrieron los costos del desarrollo hasta octubre de 2012, tras lo cual muchos de los desarrolladores del juego se volvieron voluntarios. Dos versiones alfa de Code Hero fueron lanzadas en 2012 para aquellos que habían preordenado el juego.
En agosto de 2013, una versión beta del juego fue lanzada en el sitio web de Primer Labs tras estar caído por un periodo de semanas. Un anuncio del 22 de abril de 2014 indicó que la versión 0.5 estaba encaminada. Sin embargo, el sitio web de Primer Labs volvió a caer más tarde en 2014. Las cuentas de Facebook y Twitter de la compañía han estado inactivas desde 2012.
El 6 de noviembre de 2015, el sitio web de Primer Labs volvió a estar en línea y empezó a ser actualizado semanalmente durante diciembre. La versión 0.5 estaba planeada para lanzarse el 1 de diciembre de 2015, pero nunca se lanzó.
El juego fue actualizado en 2017.